# Cabeça de pressão
Cabeça de pressão é o termo utilizado para representar a energia interna de um fluido devida a pressão exercida no contêiner.Ele pode ser chamado de  cabeça de pressão estática ou simplesmente  cabeça de pressão (porém não pode ser cabeça de pressão estática). Ele é matematicamente expresso:
{\displaystyle \psi ={\frac {p}{\gamma }}={\frac {p}{\rho \,g}}}
onde:
{\displaystyle \psi } é a cabeça de pressão(comprimento, (tipicamente a unidade de m);
{\displaystyle p} é o fluido pressurizado (força por área, como unidade Pa ); e
{\displaystyle \gamma } é a peso específico (força por unidade de volume, tipicamente a unidade N/m3 )
{\displaystyle \rho } é a densidade do fluido (massa por volume, tipicamente kg/m3)
{\displaystyle g} é o aceleração da gravidade (taxa de variação da velocidade, dado por m/s2)
Observe que esta equação, o termo pressão é a Psi (medida de pressão), não pressão absoluta.